# Sengann mac Dela
Sengann (fl. XX-XVI secolo a.C.) figlio di Dela dei Fir Bolg, fu un leggendario re supremo d'Irlanda del XVI o XX secolo a.C. (a seconda delle fonti.
Successe ai fratelli Gann e Genann. Sposò Anust. Quando i Fir Bolg invasero l'Irlanda, i cinque figli di Dela divisero tra di loro l'isola e a Sengann toccò il Munster del sud. Dopo la morte di Gann e Genann per peste, Sengann regnò l'Irlanda per cinque anni, fino a quando fu ucciso da Fiacha Cennfinnán, nipote di suo fratello Rudraige. 
Nella mitologia irlandese esiste anche un Sengann, re dei Fomoriani, che fu sconfitto insieme al fratello Gann da Nemed.

## Fonti
- Lebor Gabála Érenn
- Annali dei Quattro Maestri
- Seathrún Céitinn